# Perfidie
Als Perfidie, auch Perfidität (lat. perfidus = treulos, wortbrüchig, niederträchtig) beziehungsweise mit dem davon abgeleiteten Adjektiv perfide, werden Handlungen einer Person oder Personengruppe bezeichnet, die vorsätzlich das Vertrauen oder die Loyalität einer anderen Person oder Personengruppe ausnutzen, um beispielsweise in geschäftlichen Beziehungen oder in militärischen Auseinandersetzungen einen Vorteil zu erlangen. Das bewusste Erzeugen eines solchen Vertrauens durch entsprechende Maßnahmen ist dabei oft ein wesentlicher Teil einer perfiden Handlung. Perfidie unterscheidet sich damit von einer arglistigen Täuschung als einer Form des Betrugs, die kein solches besonderes Vertrauensverhältnis als Grundlage hat. Ebenso ist das einer Perfidie zugrundeliegende Vertrauen abzugrenzen von Arglosigkeit auf Seiten des Opfers, die lediglich auf dem Nichterkennen einer Gefahr beruht. Obwohl sich Perfidie damit strenggenommen auch von der Heimtücke unterscheidet, die nach weit verbreiteter Ansicht ein bewusstes Ausnutzen der Arg- und Wehrlosigkeit eines Opfers in feindlicher Willensrichtung darstellt, werden beide Begriffe sowohl im juristischen als auch im allgemeinen Sprachgebrauch oft synonym verwendet. Ein ähnliches, altes deutsches Wort für Perfidie ist „Niedertracht“.
Perfidie als Mittel der Kriegs- und Gefechtsführung in bewaffneten Konflikten mit dem Ziel, einen Gegner zu töten, zu verwunden oder gefangen zu nehmen, ist nach den Regeln des humanitären Völkerrechts verboten. Als Perfidie gelten dabei Handlungen mit dem Ziel, das Vertrauen des Gegners darauf zu missbrauchen, dass er nach den Regeln des humanitären Völkerrechts Anspruch auf Schutz hat oder verpflichtet ist, solchen Schutz zu gewähren. So ist zum Beispiel das Zeigen der Parlamentärsflagge mit einem unmittelbar folgenden Angriff auf den nach den Regeln des Kriegsvölkerrechts handelnden Gegner ein perfider Akt. Gleiches gilt für Angriffe aus Gebäuden heraus, die durch Schutzzeichen wie das durch die Genfer Konventionen definierte Rote Kreuz oder den blau-weißen Schild der Haager Konvention zum Schutz von Kulturgut bei bewaffneten Konflikten markiert sind. Perfidie ist jedoch zu unterscheiden von Kriegslisten, die lediglich der Irreführung des Gegners dienen und keinen Verstoß gegen das Kriegsvölkerrecht darstellen. Beispiele für Kriegslisten sind Tarnungen, Scheinoperationen oder die Verbreitung von irreführenden Informationen über Truppenstärken, Truppenstandorte oder Truppenbewegungen.
Schwere Verstöße gegen das Perfidieverbot werden im Völkerstrafrecht vom Kriegsverbrechen der „meuchlerischen Tötung oder Verwundung“ erfasst.